# Linda Helene Penzel

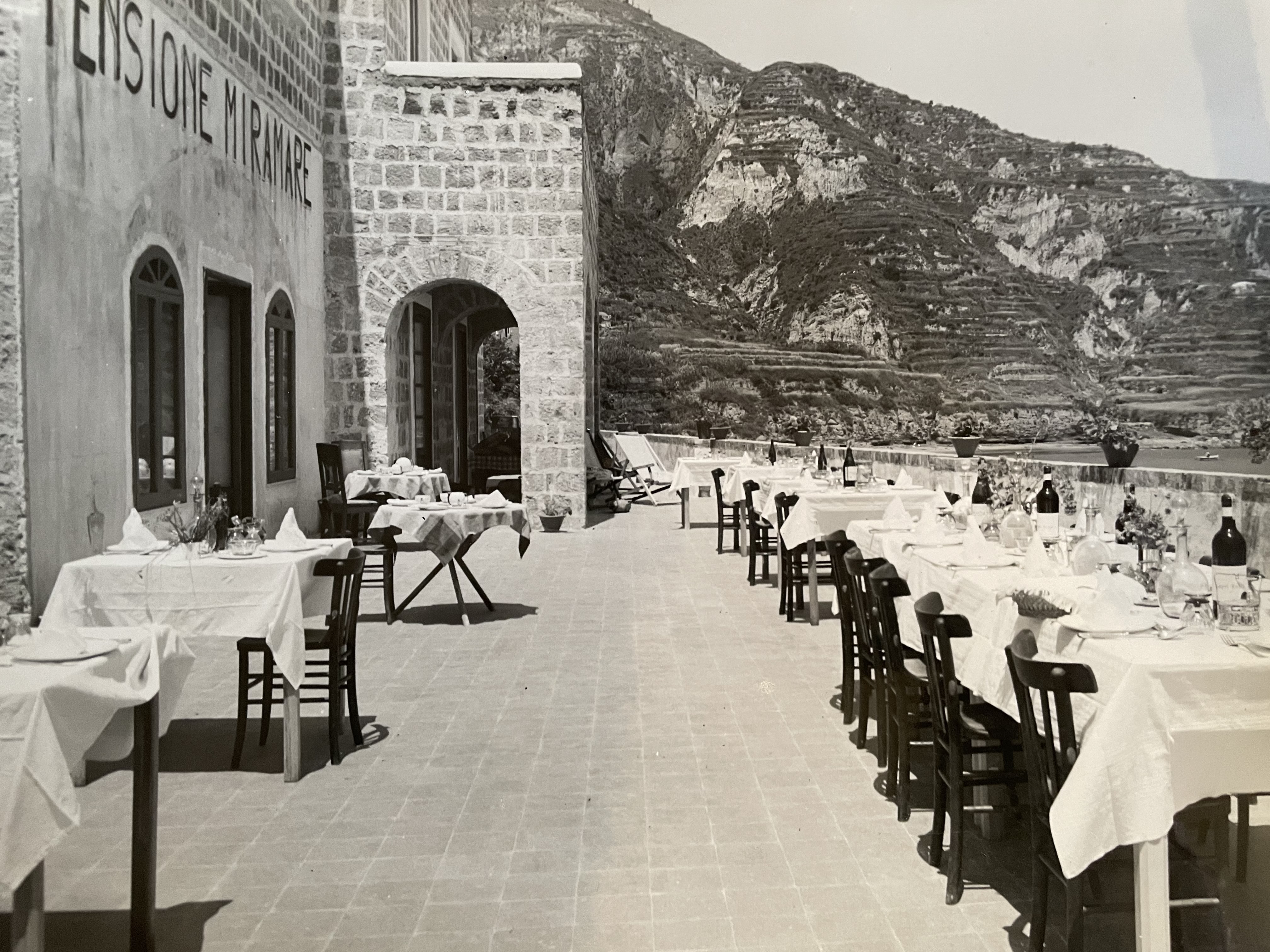
Hotel Miramare di S.Angelo Ischia

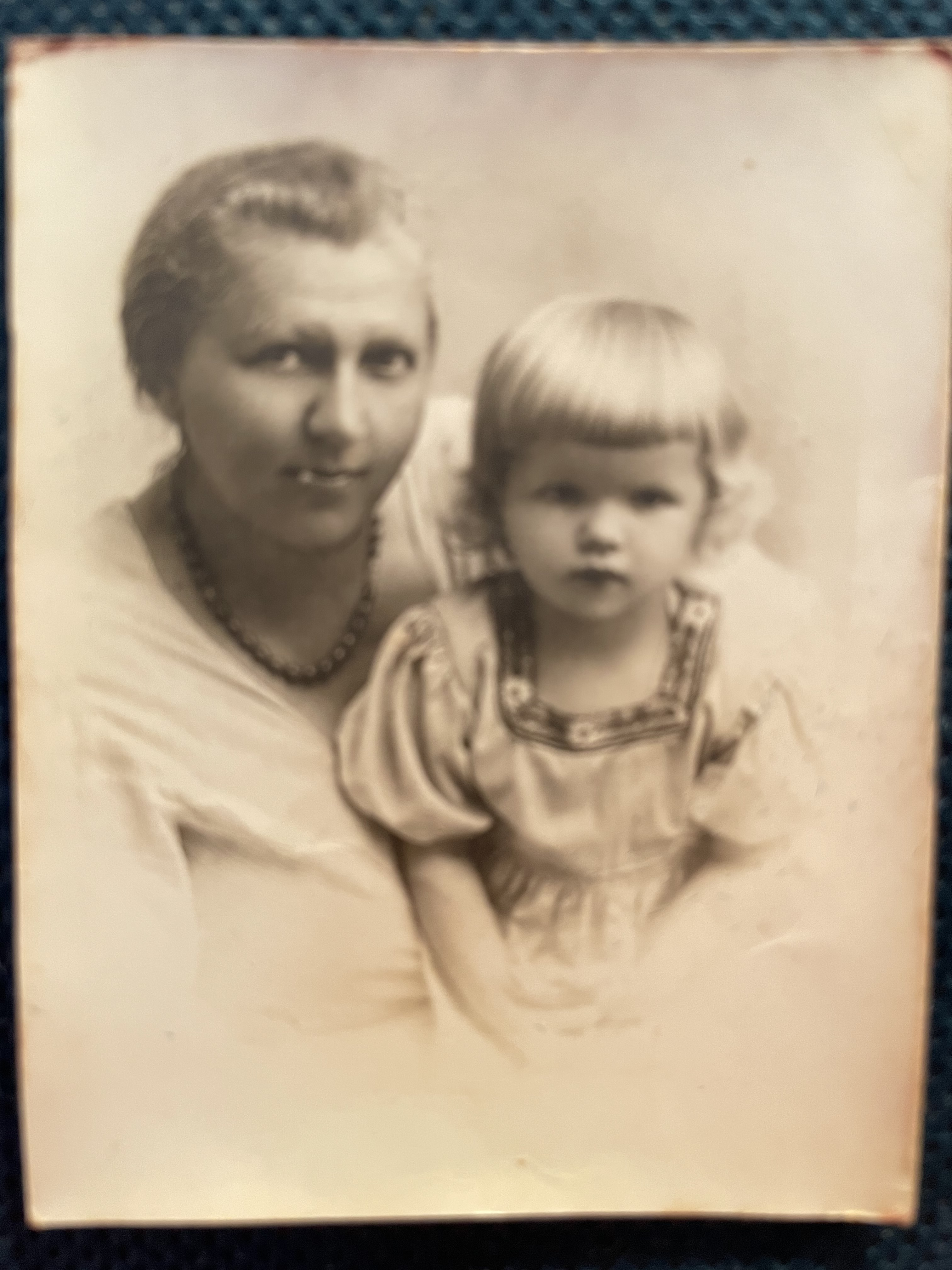
Linda e Margherita

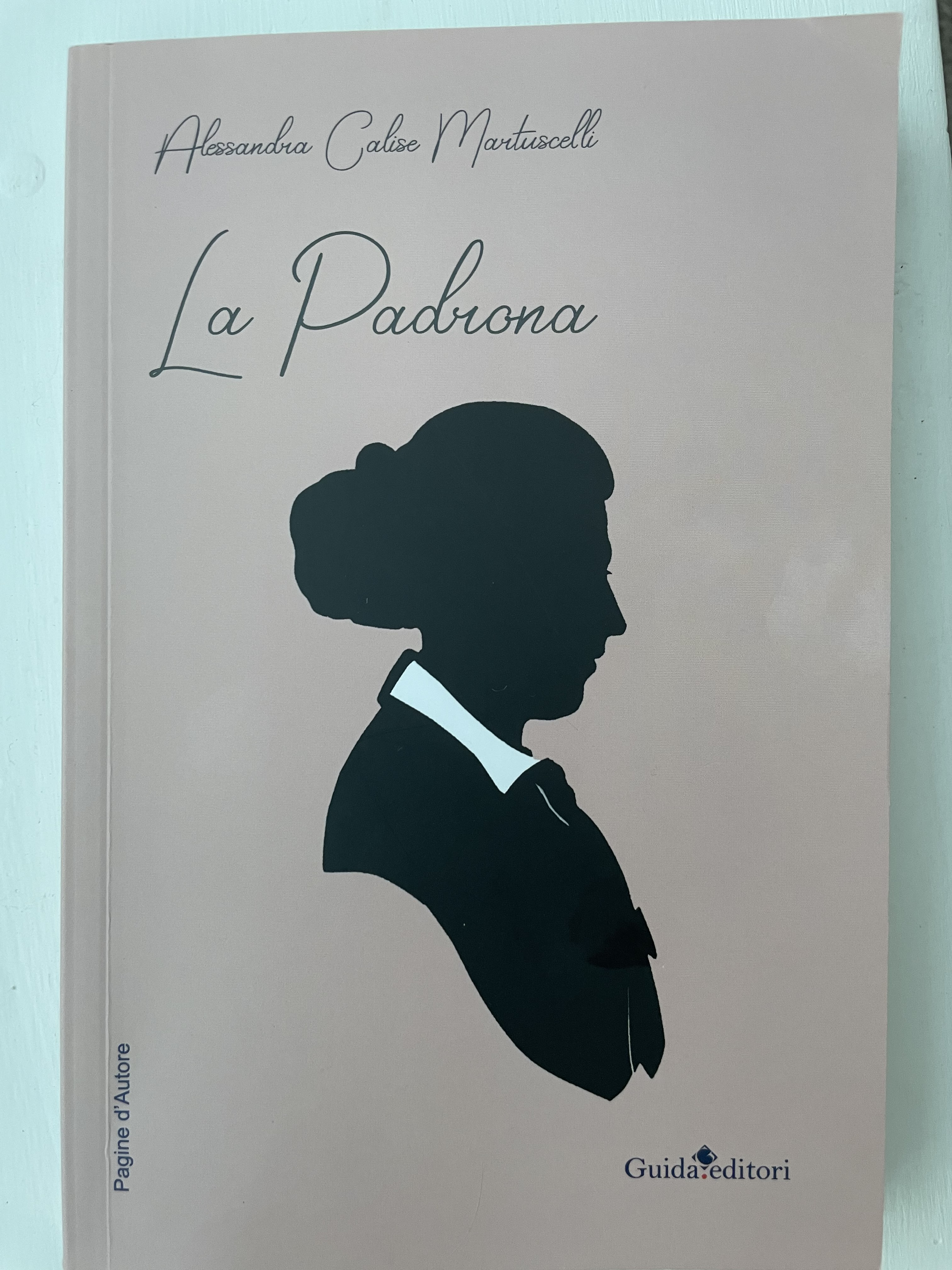
La Padrona - romanzo sulla vita di Linda Penzel di Alessandra Calise Martuscelli

Linda Helene Penzel (Olsnitz, 3 aprile 1895 – Wiesbaden, 14 febbraio 1974) è stata un'imprenditrice tedesca che ha creato e gestito il primo albergo a Sant’Angelo d’Ischia.

## Biografia
Nata in Germania da padre direttore musicale e madre assidua lavoratrice, è stata la più giovane di cinque fratelli.
Nel 1912 si è trasferita a Berlino dalla zia materna e allo scoppio della Prima Guerra Mondiale è stata assunta negli uffici dell’amministrazione del Comando Supremo delle Forze Armate. Nel 1921 ha lavorato come guardia carceraria nel penitenziario femminile di Pleuen, al confine con la Cecoslovacchia.
È stata una pioniera del turismo viaggiando da sola alla scoperta dell’Italia: nel 1932, partendo dall' Isola di Capri, è arrivata sull' Isola d'Ischia a S.Angelo d' Ischia (Italia) nel Comune di Serrara Fontana, grazie alla barca di Alberto Mattera, suo futuro marito.
Nel 1932 ha aperto la Pensione Miramare e successivamente i giardini Aphrodite e le Terme Linda, trasformando la casa della famiglia Mattera nella prima struttura dell’isola d’Ischia. Nella pensione hanno soggiornato ospiti quali Gabriele D'Annunzio, la regina Elena di Savoia, la principessa Maria Josè, Rachele Guidi e Luchino Visconti
Con la gestione del genero Ferdinando Calise è diventato Park Hotel Miramare, Giardini Aprhrodite-Apollon e Terme Linda e poi Miramare Sea Resort and Spa.
Con lo scoppio della Seconda Guerra Mondiale, la Pensione Miramare è diventata il “Club degli ufficiali tedeschi”, e successivamente nel 1943, con la fine della guerra, Linda Penzel è riuscita a pacificare le forze tedesche e quelle americane convincendo i suoi compatrioti a presentarsi spontaneamente agli alleati e sul terrazzo del Miramare avviene lo storico incontro tra i tedeschi e gli americani.
Dal 1947 Penzel si è occupata di ingrandire la Pensione Miramare ed anche costruendo i Giardini Aphrodite e le Terme Linda, sempre a S. Angelo d’Ischia, un complesso termale con piscine e terme romane, gestiti successivamente poi dalla figlia Margherita, dal genero Ferdinando Calise e dalle loro due figlie Linda Calise Romano ed Alessandra Calise Martuscelli, che hanno accolto sull’isola ospiti come Sophia Loren, Andrea Bocelli, Luca Cordero di Montezemolo, Romano Prodi, Angela Merkel, .